# Lista över fornlämningar i Eskilstuna kommun (Vallby)
Lista över fornlämningar i Eskilstuna kommun (Vallby) är en förteckning av ett urval av de fornlämningar som finns i Vallby i Eskilstuna kommun.
| Namn                        | Lämningstyp                      | Tillkomsttid | Historisk indelning  | Plats    | Läge                 | ID-nr          | Bild                                      |
| --------------------------- | -------------------------------- | ------------ | -------------------- | -------- | -------------------- | -------------- | ----------------------------------------- |
| Vallby 1:1                  | Hög                              |              | Vallby, Södermanland |          | 59.418980, 16.513580 | 10038400010001 | Ladda upp en bild av detta fornminne      |
| Vallby 1:2                  | Stensättning                     |              | Vallby, Södermanland |          | 59.418872, 16.513811 | 10038400010002 | Ladda upp en bild av detta fornminne      |
| Vallby 2:1                  | Gravfält                         |              | Vallby, Södermanland |          | 59.421481, 16.517218 | 10038400020001 | Ladda upp en bild av detta fornminne      |
| Vallby 3:1                  | Hög                              |              | Vallby, Södermanland |          | 59.422848, 16.518540 | 10038400030001 | Ladda upp en bild av detta fornminne      |
| Vallby 3:2                  | Stensättning                     |              | Vallby, Södermanland |          | 59.422693, 16.518275 | 10038400030002 | Ladda upp en bild av detta fornminne      |
| Vallby 3:3                  | Stensättning                     |              | Vallby, Södermanland |          | 59.422591, 16.518753 | 10038400030003 | Ladda upp en bild av detta fornminne      |
| Vallby 6:1                  | Gravfält                         |              | Vallby, Södermanland |          | 59.422312, 16.532094 | 10038400060001 | Ladda upp en bild av detta fornminne      |
| Vallby 7:1                  | Gravfält                         |              | Vallby, Södermanland |          | 59.423416, 16.529003 | 10038400070001 | Ladda upp en bild av detta fornminne      |
| Kumbla-Backe (Vallby 8:1)   | Gravfält                         |              | Vallby, Södermanland |          | 59.426513, 16.532764 | 10038400080001 | Ladda upp en bild av detta fornminne      |
| Vallby 9:1                  | Stensättning                     |              | Vallby, Södermanland |          | 59.427049, 16.534413 | 10038400090001 | Ladda upp en bild av detta fornminne      |
| Vestaberget (Vallby 10:1)   | Fornborg                         |              | Vallby, Södermanland |          | 59.427428, 16.538779 | 10038400100001 | Ladda upp en till bild av detta fornminne |
| Vestaberget (Vallby 10:2)   | Stensättning                     |              | Vallby, Södermanland |          | 59.427470, 16.538772 | 10038400100002 | Ladda upp en bild av detta fornminne      |
| Vallby 11:1                 | Gravfält                         |              | Vallby, Södermanland |          | 59.425602, 16.539675 | 10038400110001 | Ladda upp en bild av detta fornminne      |
| Vallby 13:1                 | Gravfält                         |              | Vallby, Södermanland |          | 59.422380, 16.541468 | 10038400130001 | Ladda upp en bild av detta fornminne      |
| Vallby 15:1                 | Gravfält                         |              | Vallby, Södermanland |          | 59.411141, 16.532916 | 10038400150001 | Ladda upp en bild av detta fornminne      |
| Vallby 16:1                 | Gravfält                         |              | Vallby, Södermanland |          | 59.408208, 16.536401 | 10038400160001 | Ladda upp en bild av detta fornminne      |
| Vallby 17:1                 | Gravfält                         |              | Vallby, Södermanland |          | 59.408694, 16.535602 | 10038400170001 | Ladda upp en bild av detta fornminne      |
| Vallby 18:1                 | Gravfält                         |              | Vallby, Södermanland |          | 59.407778, 16.543849 | 10038400180001 | Ladda upp en bild av detta fornminne      |
| Sö 119 (Vallby 19:1)        | Runristning                      | sentida      | Vallby, Södermanland | Gundband | 59.411727, 16.548174 | 10038400190001 | Ladda upp en till bild av detta fornminne |
| Vallby 20:1                 | Gravfält                         |              | Vallby, Södermanland |          | 59.412170, 16.547106 | 10038400200001 | Ladda upp en bild av detta fornminne      |
| Vallby 22:1                 | Stensättning                     |              | Vallby, Södermanland |          | 59.427916, 16.547062 | 10038400220001 | Ladda upp en bild av detta fornminne      |
| Vallby 22:2                 | Stensättning                     |              | Vallby, Södermanland |          | 59.427742, 16.546790 | 10038400220002 | Ladda upp en bild av detta fornminne      |
| Vallby 23:1                 | Stensättning                     |              | Vallby, Södermanland |          | 59.420225, 16.540688 | 10038400230001 | Ladda upp en bild av detta fornminne      |
| Vallby 23:2                 | Stensättning                     |              | Vallby, Södermanland |          | 59.420358, 16.540800 | 10038400230002 | Ladda upp en bild av detta fornminne      |
| Vallby 23:3                 | Stensättning                     |              | Vallby, Södermanland |          | 59.420601, 16.541002 | 10038400230003 | Ladda upp en bild av detta fornminne      |
| Vallby 23:4                 | Stensättning                     |              | Vallby, Södermanland |          | 59.420666, 16.541374 | 10038400230004 | Ladda upp en bild av detta fornminne      |
| Vallby 25:1                 | Hög                              |              | Vallby, Södermanland |          | 59.415284, 16.549268 | 10038400250001 | Ladda upp en bild av detta fornminne      |
| Vallby 28:1                 | Gravfält                         |              | Vallby, Södermanland |          | 59.430942, 16.534252 | 10038400280001 | Ladda upp en bild av detta fornminne      |
| Vallby 29:1                 | Stensättning                     |              | Vallby, Södermanland |          | 59.430725, 16.528931 | 10038400290001 | Ladda upp en bild av detta fornminne      |
| Vallby 29:2                 | Stensättning                     |              | Vallby, Södermanland |          | 59.430698, 16.528725 | 10038400290002 | Ladda upp en bild av detta fornminne      |
| Vallby 29:4                 | Stensättning                     |              | Vallby, Södermanland |          | 59.430727, 16.529441 | 10038400290004 | Ladda upp en bild av detta fornminne      |
| Vallby 31:1                 | Gravfält                         |              | Vallby, Södermanland |          | 59.431794, 16.545058 | 10038400310001 | Ladda upp en bild av detta fornminne      |
| Vallby 33:1                 | Hög                              |              | Vallby, Södermanland |          | 59.429262, 16.542825 | 10038400330001 | Ladda upp en bild av detta fornminne      |
| Vallby 34:1                 | Gravfält                         |              | Vallby, Södermanland |          | 59.431579, 16.541572 | 10038400340001 | Ladda upp en bild av detta fornminne      |
| Vallby 35:1                 | Gravfält                         |              | Vallby, Södermanland |          | 59.432223, 16.542268 | 10038400350001 | Ladda upp en bild av detta fornminne      |
| Grundby limpa (Vallby 36:1) | Gravfält                         |              | Vallby, Södermanland |          | 59.434796, 16.556101 | 10038400360001 | Ladda upp en till bild av detta fornminne |
| Vallby 38:1                 | Hög                              |              | Vallby, Södermanland |          | 59.445331, 16.530128 | 10038400380001 | Ladda upp en bild av detta fornminne      |
| Vallby 38:2                 | Stensättning                     |              | Vallby, Södermanland |          | 59.445324, 16.530486 | 10038400380002 | Ladda upp en bild av detta fornminne      |
| Vallby 39:1                 | Husgrund, förhistorisk/medeltida |              | Vallby, Södermanland |          | 59.441404, 16.541256 | 10038400390001 | Ladda upp en bild av detta fornminne      |
| Vallby 39:2                 | Hög                              |              | Vallby, Södermanland |          | 59.441119, 16.541171 | 10038400390002 | Ladda upp en bild av detta fornminne      |
| Vallby 39:3                 | Grav markerad av sten/block      |              | Vallby, Södermanland |          | 59.441218, 16.541416 | 10038400390003 | Ladda upp en bild av detta fornminne      |
| Vallby 40:1                 | Gravfält                         |              | Vallby, Södermanland |          | 59.440269, 16.560960 | 10038400400001 | Ladda upp en bild av detta fornminne      |
| Borgberget (Vallby 41:1)    | Fornborg                         |              | Vallby, Södermanland |          | 59.450166, 16.575954 | 10038400410001 | Ladda upp en bild av detta fornminne      |
| Tärbyborg (Vallby 41:2)     | Stensättning                     |              | Vallby, Södermanland |          | 59.450254, 16.576030 | 10038400410002 | Ladda upp en bild av detta fornminne      |
| Vallby 42:1                 | Gravfält                         |              | Vallby, Södermanland |          | 59.438403, 16.567532 | 10038400420001 | Ladda upp en bild av detta fornminne      |
| Vallby 43:1                 | Gravfält                         |              | Vallby, Södermanland |          | 59.437369, 16.566517 | 10038400430001 | Ladda upp en bild av detta fornminne      |
| Vallby 44:1                 | Gravfält                         |              | Vallby, Södermanland |          | 59.430332, 16.563963 | 10038400440001 | Ladda upp en bild av detta fornminne      |
| Vallby 46:1                 | Stensättning                     |              | Vallby, Södermanland |          | 59.422097, 16.515490 | 10038400460001 | Ladda upp en bild av detta fornminne      |
| Vallby 47:1                 | Hög                              |              | Vallby, Södermanland |          | 59.413006, 16.529687 | 10038400470001 | Ladda upp en bild av detta fornminne      |
| Vallby 49:1                 | Stensättning                     |              | Vallby, Södermanland |          | 59.410513, 16.524231 | 10038400490001 | Ladda upp en bild av detta fornminne      |
| Vallby 50:1                 | Gravfält                         |              | Vallby, Södermanland |          | 59.431126, 16.572577 | 10038400500001 | Ladda upp en bild av detta fornminne      |
| Vallby 51:1                 | Gravfält                         |              | Vallby, Södermanland |          | 59.429237, 16.570872 | 10038400510001 | Ladda upp en bild av detta fornminne      |
| Vallby 52:1                 | Gravfält                         |              | Vallby, Södermanland |          | 59.409601, 16.536373 | 10038400520001 | Ladda upp en bild av detta fornminne      |
| Vallby 53:1                 | Gravfält                         |              | Vallby, Södermanland |          | 59.410720, 16.548318 | 10038400530001 | Ladda upp en bild av detta fornminne      |
| Vallby 55:1                 | Gravfält                         |              | Vallby, Södermanland |          | 59.422215, 16.568692 | 10038400550001 | Ladda upp en bild av detta fornminne      |
| Vallby 57:1                 | Hög                              |              | Vallby, Södermanland |          | 59.402178, 16.551050 | 10038400570001 | Ladda upp en bild av detta fornminne      |
| Vallby 57:2                 | Hög                              |              | Vallby, Södermanland |          | 59.402072, 16.551236 | 10038400570002 | Ladda upp en bild av detta fornminne      |
| Vallby 59:1                 | Stensättning                     |              | Vallby, Södermanland |          | 59.405026, 16.549080 | 10038400590001 | Ladda upp en bild av detta fornminne      |
| Vallby 60:1                 | Stensättning                     |              | Vallby, Södermanland |          | 59.409547, 16.529175 | 10038400600001 | Ladda upp en bild av detta fornminne      |
| Vallby 61:1                 | Gravfält                         |              | Vallby, Södermanland |          | 59.427845, 16.571426 | 10038400610001 | Ladda upp en bild av detta fornminne      |
| Vallby 62:1                 | Gravfält                         |              | Vallby, Södermanland |          | 59.429202, 16.562694 | 10038400620001 | Ladda upp en bild av detta fornminne      |
| Vallby 63:1                 | Gravfält                         |              | Vallby, Södermanland |          | 59.421951, 16.509493 | 10038400630001 | Ladda upp en bild av detta fornminne      |
| Vallby 64:1                 | Stensättning                     |              | Vallby, Södermanland |          | 59.406987, 16.534096 | 10038400640001 | Ladda upp en bild av detta fornminne      |
| Vallby 64:2                 | Stensättning                     |              | Vallby, Södermanland |          | 59.406843, 16.534247 | 10038400640002 | Ladda upp en bild av detta fornminne      |
| Vallby 64:3                 | Stensättning                     |              | Vallby, Södermanland |          | 59.406663, 16.534255 | 10038400640003 | Ladda upp en bild av detta fornminne      |
| Vallby 64:4                 | Stensättning                     |              | Vallby, Södermanland |          | 59.406731, 16.534731 | 10038400640004 | Ladda upp en bild av detta fornminne      |
| Vallby 65:1                 | Röse                             |              | Vallby, Södermanland |          | 59.416979, 16.530886 | 10038400650001 | Ladda upp en bild av detta fornminne      |
| Vallby 65:2                 | Stensättning                     |              | Vallby, Södermanland |          | 59.417067, 16.530802 | 10038400650002 | Ladda upp en bild av detta fornminne      |
| Vallby 65:3                 | Grav markerad av sten/block      |              | Vallby, Södermanland |          | 59.417176, 16.530842 | 10038400650003 | Ladda upp en bild av detta fornminne      |
| Vallby 67:1                 | Stensättning                     |              | Vallby, Södermanland |          | 59.422410, 16.521346 | 10038400670001 | Ladda upp en bild av detta fornminne      |
| Vallby 68:1                 | Stensättning                     |              | Vallby, Södermanland |          | 59.421950, 16.517866 | 10038400680001 | Ladda upp en bild av detta fornminne      |
| Vallby 68:2                 | Stensättning                     |              | Vallby, Södermanland |          | 59.422084, 16.517782 | 10038400680002 | Ladda upp en bild av detta fornminne      |
| Vallby 68:3                 | Stensättning                     |              | Vallby, Södermanland |          | 59.421874, 16.517646 | 10038400680003 | Ladda upp en bild av detta fornminne      |
| Vallby 73:1                 | Stensättning                     |              | Vallby, Södermanland |          | 59.414335, 16.524369 | 10038400730001 | Ladda upp en bild av detta fornminne      |
| Vallby 73:2                 | Stensättning                     |              | Vallby, Södermanland |          | 59.414180, 16.524398 | 10038400730002 | Ladda upp en bild av detta fornminne      |
| Vallby 73:3                 | Stensättning                     |              | Vallby, Södermanland |          | 59.413737, 16.524092 | 10038400730003 | Ladda upp en bild av detta fornminne      |
| Vallby 73:4                 | Stensättning                     |              | Vallby, Södermanland |          | 59.413632, 16.523948 | 10038400730004 | Ladda upp en bild av detta fornminne      |
| Vallby 74:1                 | Hällristning                     |              | Vallby, Södermanland |          | 59.422183, 16.540665 | 10038400740001 | Ladda upp en bild av detta fornminne      |
| Vallby 76:1                 | Gravfält                         |              | Vallby, Södermanland |          | 59.426690, 16.537512 | 10038400760001 | Ladda upp en bild av detta fornminne      |
| Vallby 77:1                 | Stensättning                     |              | Vallby, Södermanland |          | 59.421135, 16.541035 | 10038400770001 | Ladda upp en bild av detta fornminne      |
| Vallby 78:1                 | Stensättning                     |              | Vallby, Södermanland |          | 59.428720, 16.570531 | 10038400780001 | Ladda upp en bild av detta fornminne      |
| Vallby 78:2                 | Stensättning                     |              | Vallby, Södermanland |          | 59.428636, 16.570662 | 10038400780002 | Ladda upp en bild av detta fornminne      |
| Vallby 78:3                 | Stensättning                     |              | Vallby, Södermanland |          | 59.428526, 16.570691 | 10038400780003 | Ladda upp en bild av detta fornminne      |
| Vallby 79:1                 | Husgrund, förhistorisk/medeltida |              | Vallby, Södermanland |          | 59.431612, 16.571369 | 10038400790001 | Ladda upp en bild av detta fornminne      |
| Vallby 80:1                 | Gravfält                         |              | Vallby, Södermanland |          | 59.437678, 16.558649 | 10038400800001 | Ladda upp en bild av detta fornminne      |
| Vallby 83:1                 | Stensättning                     |              | Vallby, Södermanland |          | 59.431936, 16.534572 | 10038400830001 | Ladda upp en bild av detta fornminne      |
| Vallby 86:1                 | Stensättning                     |              | Vallby, Södermanland |          | 59.410464, 16.540913 | 10038400860001 | Ladda upp en bild av detta fornminne      |
| Vallby 88:1                 | Hög                              |              | Vallby, Södermanland |          | 59.439838, 16.548165 | 10038400880001 | Ladda upp en bild av detta fornminne      |
| Vallby 88:2                 | Stensättning                     |              | Vallby, Södermanland |          | 59.439720, 16.548181 | 10038400880002 | Ladda upp en bild av detta fornminne      |
| Vallby 88:3                 | Hög                              |              | Vallby, Södermanland |          | 59.439744, 16.547957 | 10038400880003 | Ladda upp en bild av detta fornminne      |
| Vallby 88:4                 | Stensättning                     |              | Vallby, Södermanland |          | 59.439853, 16.547927 | 10038400880004 | Ladda upp en bild av detta fornminne      |
| Vallby 91:1                 | Hällristning                     |              | Vallby, Södermanland |          | 59.425959, 16.570871 | 10038400910001 | Ladda upp en bild av detta fornminne      |
| Vallby 91:2                 | Hällristning                     |              | Vallby, Södermanland |          | 59.426279, 16.571433 | 10038400910002 | Ladda upp en bild av detta fornminne      |
| Vallby 92:1                 | Stensättning                     |              | Vallby, Södermanland |          | 59.430423, 16.534306 | 10038400920001 | Ladda upp en bild av detta fornminne      |
| Vallby 93:1                 | Hällristning                     |              | Vallby, Södermanland |          | 59.421644, 16.514848 | 10038400930001 | Ladda upp en bild av detta fornminne      |